# 八音沟
八音河是中华人民共和国新疆维吾尔自治区的一条河流，位于塔里木盆地，该河全长100千米，集水面积约1579平方千米，年均径流量约为3.1亿立方米。根据黑山头水文站测定，该河夏季富水期径流量占全年的88.1%，冬季枯水期径流量占全年的1.9%。